# Ayame Gōriki
Ayame Gōriki (剛力 彩芽 Gōriki Ayame?,  Yokohama, Prefectura de Kanagawa, 27 de agosto de 1992) es una actriz, modelo, cantante y personalidad de televisión (tarento) japonesa.

## Filmografía

### Doramas
- ChocoMimi (TV Tokyo, 2007-2008), Bambi (Mori Kojika)[2]
- Battery (NHK, 2008), Ai Asakura[3]
- Love Letter (TBS, 2008-2009), Yoko Ochi (teen)[4]
- Taisetsu na Koto wa Subete Kimi ga Oshiete Kureta (Fuji TV, 2011), Nozomi Sonoda
- Koi Suru Nihongo (NHK, 2011), Nanaka[5]
- Tōi Hi no Yukue (WOWOW, 2011), Reika Miyawaki[6]
- Asukō March: Asuka Kōgyō Kōkō Monogatari (TV Asahi, 2011), Momo Aizawa[7]
- IS (TV Tokyo, 2011), Miwako Aihara[8]
- Watashi ga Ren'ai Dekinai Riyū (Fuji TV, 2011, ep2-4,7,9-10), Momoko Hanzawa[9]
- Teen Court: 10-dai Saiban (NTV, 2012), Misato Niyakouji[10]
- Hissatsu Shigotonin 2012 (TV Asahi, 2012), Oharu[11]
- Daburyū no Higeki (TV Asahi, 2012), Sayaka Mido[12]
- Mirai Nikki - Another: World (Fuji TV, 2012), Yuno Furusaki[13]
- Beginners! (TBS, 2012), Hiro Momoe[14]
- Irodori Himura Episode 1 (TBS, 2012), Yui[15]
- Yae no Sakura (NHK, 2013), Yuki Hinata(Yuki Naitō)[16]
- Biblia Koshodō no Jiken Techō (Fuji TV, 2013), Shioriko Shinokawa[17]
- Kurokōchi (TBS, 2013), Mayo Seike[18]
- Watashi no Kirai na Tantei (TV Asahi, 2014), Akemi Ninomiya[19]
- Asunaro San San Nana Byōshi (Fuji TV, 2014), Saya Matsushita[20]
- Kindaichi Kōsuke vs Akechi Kogorō Futatabi (Fuji TV, 2014), Hoshiko Ryūjō[21]
- Legal High Special (Fuji TV, 2014)[22]
- Taishi Kakka no Ryōrinin (Fuji TV, 2015), Ray Tee Lan[23]
- Kuroi Gashū (TV Tokyo, 2015), Ai Numada[24]
- Tenshi to Akuma: Mikaiketsu Jiken Tokumei Kōshōka (TV Asahi, 2015), Hikari Maita
- Gu.ra.me! (TV Asahi, 2016), Kurumi Ichiki
- Rental Lover | Rental no Koi (TBS / 2017) - Remi Takasugi
- Joshu Seven (TV Asahi / 2017) - Kotone Kamiwatari
- Face Cyber Hanzai Tokusouhan (Amazone / 2017)

### Películas de televisión
- Torihada (Fuji TV, 2007-2009)
- Samayoi Zakura (Fuji TV, 2009), Hamachiyo Anri (defence witness)[25]
- Ghost Town no Hana (2009)
- Honto ni Atta Kowai Hanashi: Natsu no Tokubetsuhen 2012 - Norowareta Byōshitsu (Fuji TV, 2012), Airi Sano[26]
- Honto ni Atta Kowai Hanashi 15-shūnen Special (Fuji TV, 2014), Rina Sasaoka[27]

### Películas
- Gekijo-ban: Kaidan Restaurant (2010), Jun Takase[28]
- Onīchan no Hanabi (2010), Hiromi Hayase[29]
- Quartet! (2012), Misaki Nagae[30]
- Gatchaman (2013), Jun Ōtsuki[31]
- The Kiyosu Conference (2013), Matsuhime[32]
- Kuroshitsuji (2014), Shiori Genpō (Kiyoharu)[33]
- LDK (2014), Aoi Nishimori[34]

### Videojuegos
- Rhythm Thief & the Emperor’s Treasure (2012), Marie/Maria

### Doblaje
- Prometheus (2012), Elizabeth Shaw (Noomi Rapace)
- X-Men: días del futuro pasado, Raven Darkhölme / Mystique (Jennifer Lawrence)

### Shows de radio
- Ayame Gouriki Smile Smile! (Nippon Broadcasting System, 2012), host[35]
- Girls Locks! (Tokyo FM, 2012-2015)[36]